# Dois Irmãos
Dois Irmãos (Dos Hermanos, en español) es un municipio brasileño del estado de Río Grande del Sur.
Se encuentra ubicado a una latitud de 29º34'49" Sur y una longitud de 51º05'07" Oeste, estando a una altitud de 166 metros sobre el nivel del mar. Su población estimada para el año 2004 era de 27.511 habitantes.
Ocupa una superficie de 65,2 km².